# Der Kreis
Der Kreis (lett. "Il cerchio", noto anche con il titolo internazionale The Circle) è un film svizzero, di genere docu-fiction, del 2014 diretto e sceneggiato da Stefan Haupt.

## Trama
Il film racconta la decennale storia d’amore tra Ernst Ostertag e Röbi Rapp, un insegnante e una drag queen, che si sono incontrati grazie al “Circolo” (Der Kreis), un’organizzazione clandestina nata a Zurigo nei primi anni ’40 che aveva come principale obiettivo la sopravvivenza al regime nazista e, successivamente, la lotta per la conquista dei diritti civili per le persone LGBT. Ernst vuole combattere per poter vivere la sua omosessualità anche alla luce del sole, fuori dal Circolo, senza dover perdere il proprio lavoro mentre Röbi vuole in ogni modo difendere il loro amore, il primo della sua vita. In seguito a un omicidio avvenuto in quegli ambienti si scatena una vera e propria caccia nei confronti degli omosessuali, con una forte repressione che mette in pericolo la sopravvivenza del Circolo stesso. Ernst e Röbi, pionieri dell’emancipazione gay, affronteranno insieme tutte le battaglie e la dura repressione che si perpetrò fino agli anni ’90. Alla fine saranno la prima coppia gay a ufficializzare la propria unione nel 2003.

## Distribuzione
Dopo la sua prima anteprima del 10 febbraio 2014 all'International Film Festival di Berlino il film viene rilasciato il 18 settembre 2014 nelle sale svizzere. In Italia il film è stato presentato il 5 maggio 2014 al Torino GLBT Film Festival.
L'opera è stata rilasciata in DVD a partire dal 26 aprile 2015.

## Accoglienza
Sull'aggregatore di recensioni Rotten Tomatos il film ha ottenuto il 100% di recensioni positive con un voto medio di 6.8/10. Su Metacritic Der Kreis ha ricevuto un voto di 67/100 su una base di 9 critici.

## Riconoscimenti
- 2014 - 64ª edizione del Festival internazionale del cinema di Berlino[6]
  - Teddy Award nella categoria miglior documentario
  - Panorama Audience
  - Premio delle giurie indipendenti nella categoria miglior documentario
  - Premio dei lettori e del pubblico nella categoria miglior documentario
- 2014 - Torino Gay & Lesbian Film Festival
- Torino Gay & Lesbian Film Festival[7]
  - Miglior lungometraggio
- 2014 - Boston LGBT Film Festival[8]
  - Premio del pubblico
- 2014 - 30ª settimana del cinema gay di Friburgo[9]
  - Premio del pubblico
- 2014 - Festival internazionale del film di Festroia Setúbal[10]
  - Premio Costa Azul al
- 2014 - Festival international del cinema di Chicago
  - Premio del pubblico
- 2015 - Premio del Cinema Svizzero - 2015[11]
  - Miglior lungometraggio
  - Miglior sceneggiatura
  - Miglior miglior attore
  - Miglior editor/montaggio (Christoph Menzi)

## Casi mediatici
Il giorno dopo la proiezione del film nella sezione "Sunny Bunny" al Molodist del Festival del Cinema di Kiev il cinema Zhovten fu dato alle fiamme da uno sconosciuto durante la proiezione dell'opera. La polizia ha imputato il gesto ad un attacco omofobico legato al film.